# ビスタホテルマネジメント
株式会社ビスタホテルマネジメント（英: VISTA HOTEL MANAGEMENT CO., Ltd.）は、東京都中央区に本社を置くホテル運営会社。「ホテルビスタ」ブランドで、ビジネスホテルチェーンを運営している。

## 概説
2005年（平成17年）にホテル運営事業を開始。2021年4月現在、「ホテルビスタ」（HOTEL VISTA）ブランド13店舗、「ホテルビスタプレミオ」（HOTEL VISTA PREMIO）ブランドで２店舗を運営している。
2021年（令和3年）3月11日に東京地方裁判所へ民事再生法を申請し、同日付で保全・監督命令を受けた。2020年東京オリンピックの開催に伴うインバウンド需要の増加を見込んで2019年末から2020年に計5軒を開業して事業拡大を図っていたが、新型コロナウイルス流行の影響による需要激減や東京オリンピックの開催延期を受け売上が減少し、新規開業費用や運転資金の負担により資金繰りが悪化したため、民事再生法適用申請の措置に至った。負債総額は約30億円。民事再生法適用申請当日に、山佐株式会社との間でスポンサー契約を締結し、同年3月18日に東京地方裁判所から民事再生手続開始決定を受けた。運営しているホテルは、山佐支援の下で運営を継続する。同年11月11日に東京地方裁判所から民事再生手続終結決定を受けた。

## ホテル一覧
- ホテルビスタ札幌［大通］（北海道札幌市中央区）〈旧・ウォーターマークホテル札幌〉
- ホテルビスタ札幌［中島公園］（北海道札幌市中央区）
- ホテルビスタ仙台（宮城県仙台市宮城野区）
- ホテルビスタ東京［築地］（東京都中央区）
- ホテルビスタ海老名（神奈川県海老名市）
- ホテルビスタ厚木（神奈川県厚木市）
- ホテルビスタ金沢（石川県金沢市）
- ホテルビスタ名古屋［錦］（愛知県名古屋市中区）
- ホテルビスタプレミオ京都［河原町通］（京都府京都市中京区）〈旧・ベストウェスタンホテル京都〉
- ホテルビスタプレミオ京都 和邸（京都府京都市中京区）
- ホテルビスタ大阪［なんば］（大阪府大阪市中央区）
- ホテルビスタ広島（広島県広島市中区）
- ホテルビスタ松山（愛媛県松山市）
- ホテルビスタ福岡［中洲川端］（福岡県福岡市博多区）
- ホテルビスタ熊本空港（熊本県菊池郡大津町）

### かつて運営していたホテル
- 浅草ビスタホテル
2012年4月30日閉館。現在は「アゴーラ・プレイス浅草」。
- 東陽町ビスタホテル
2012年5月31日閉館。現在は「相鉄フレッサイン東京東陽町駅前」。
- ホテルビスタ橋本
2013年7月31日閉館。現在は「アパホテル相模原橋本駅前」。
- ホテルビスタ京都［八条口］
2013年10月31日閉館。現在は「イビススタイルズ京都ステーション」。
- ホテルビスタグランデ大阪
現在はホテルマネージメントジャパン運営（IHG・ANA・ホテルズグループジャパンとフランチャイズ契約）の「ホリデイ・イン大阪難波」[6][7]。
- ホテルビスタプレミオ堂島〈旧・三井ガーデンホテル大阪堂島〉
2017年7月31日閉館[8]。現在は「ホテルマイステイズプレミア堂島」。
- ホテルビスタ清水
2019年3月31日閉館[9]。現在は「ホテルマイステイズ清水」。
- ホテルビスタ蒲田 東京〈旧・東京ホテルヤマチ → ビスタホテル蒲田〉
2020年12月27日閉館。現在は「チサン ホテル 蒲田」。
- ホテルビスタプレミオ東京［赤坂］
2021年3月29日閉館。現在は「OMO3東京赤坂 by 星野リゾート」。
- ホテルビスタプレミオ横浜［みなとみらい］

2021年4月26日閉館[10]。現在は「ザ・スクエアホテル横浜みなとみらい」[11][12]（※2026年前半に「ヒルトン・ガーデン・イン横浜みなとみらい」にリブランド予定）。
- ホテルビスタプレミオ大阪［本町］
2021年4月26日閉館